# Ordiarp
Ordiarp ist eine französische Gemeinde mit 552 Einwohnern (Stand 1. Januar 2022) im Département Pyrénées-Atlantiques in der Region Nouvelle-Aquitaine (vor 2016: Aquitanien). Die Gemeinde gehört zum Arrondissement Oloron-Sainte-Marie und zum Kanton Montagne Basque (bis 2015: Kanton Mauléon-Licharre).
Der Name in der baskischen Sprache lautet Urdiñarbe. Die Einwohner werden entsprechend Urdiñarbetar genannt.

## Geographie
Ordiarp liegt ca. 40 km westlich von Oloron-Sainte-Marie in der historischen Provinz Soule im französischen Teil des Baskenlands.
Umgeben wird Ordiarp von den Nachbargemeinden:
| Pagolle  | Lohitzun-Oyhercq Ainharp                    | Garindein                    |
| Musculdy | Kompassrose, die auf Nachbargemeinden zeigt | Gotein-Libarrenx Idaux-Mendy |
|          | Aussurucq                                   |                              |

Ordiarp liegt im Einzugsgebiet des Flusses Adour.
Der Saison, ein Nebenfluss des Gave d’Oloron, fließt an der Grenze zur Nachbargemeinde Gotein-Libarrenx entlang. Einer seiner Nebenflüsse, der Arangoreneko Erreka, bewässert das Gemeindegebiet zusammen mit seinem Nebenfluss, dem Ruisseau Abarakia, und dessen Zufluss, dem Ruisseau Lachartia.
Ebenfalls durchqueren der Ruisseau Quihilliri, ein Nebenfluss des Ispatchoury Erreka, und der Ihityko Erreka, ein Nebenfluss der Bidouze, das Gebiet der Gemeinde.

## Geschichte

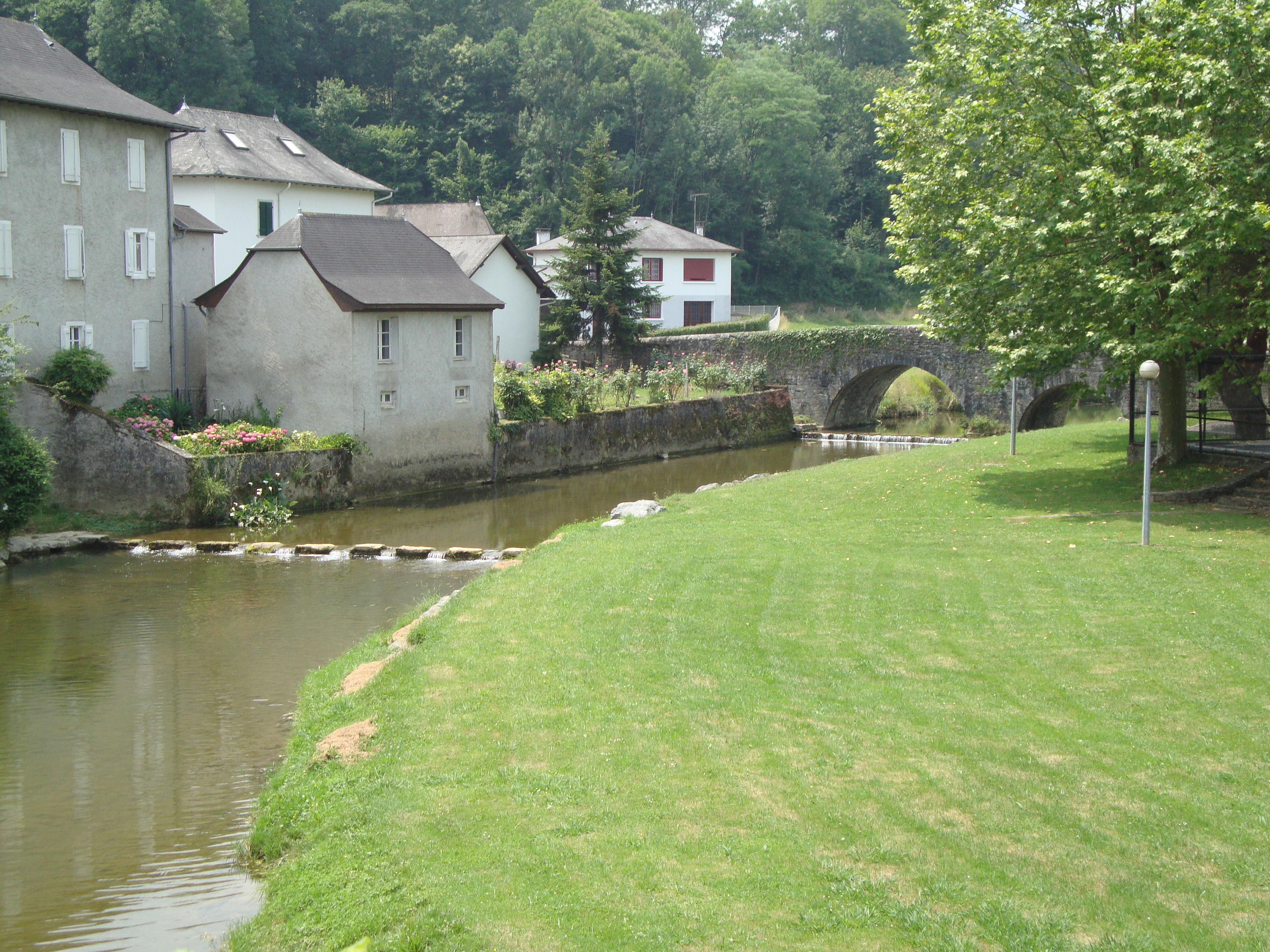
Furt und Brücke über den Arangorena

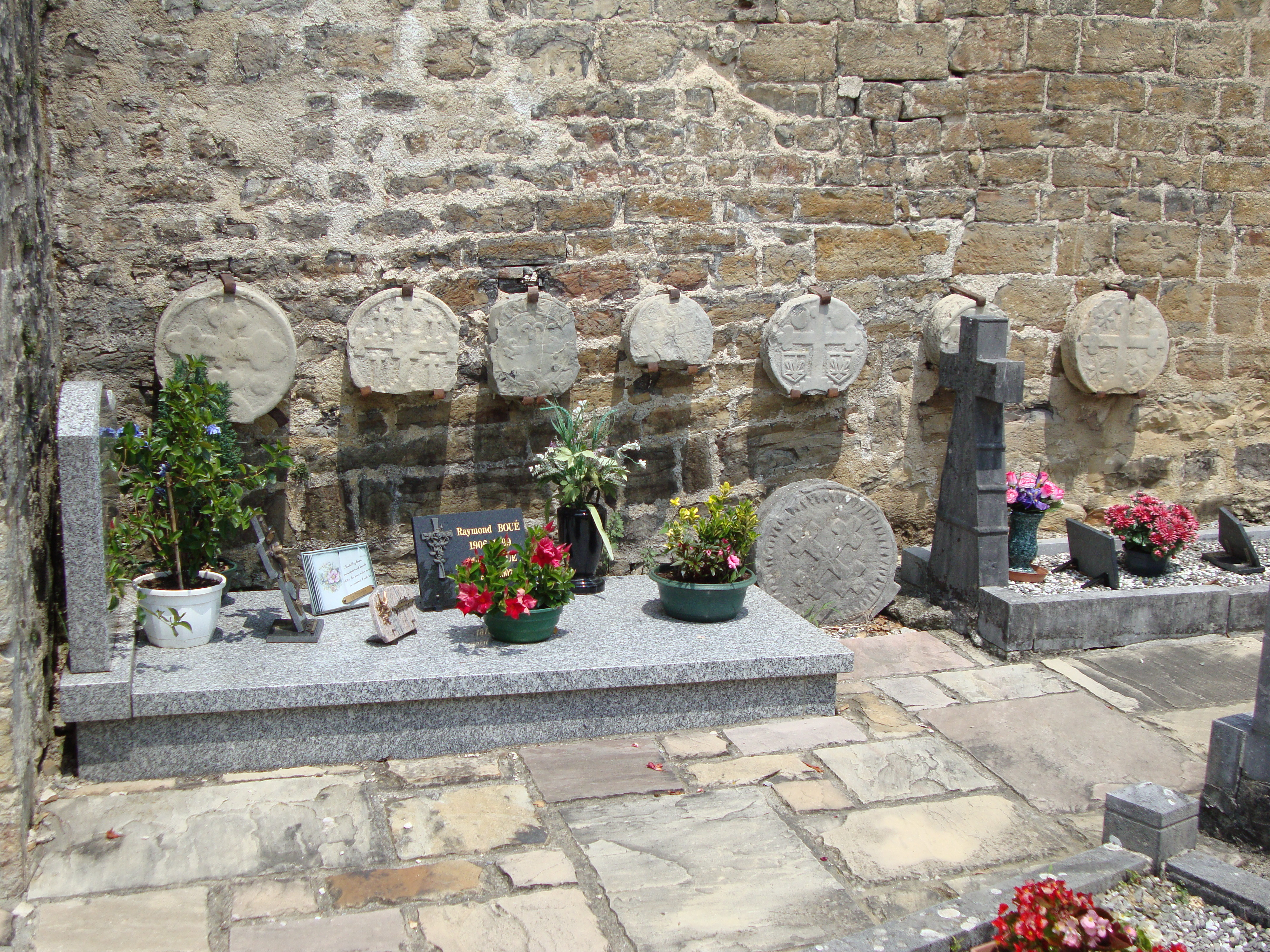
Fragmente von scheibenförmigen Grabstelen

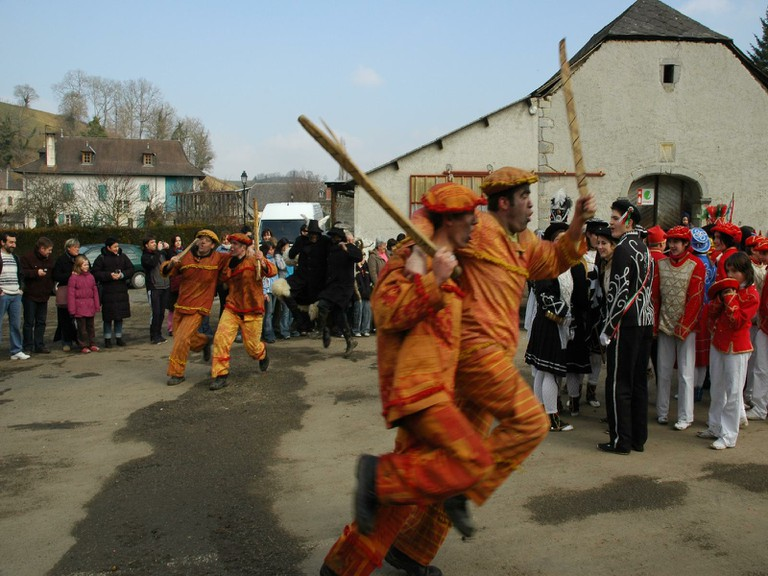
Volksfest in Ordiarp

Sichtbar gemachte archäologische Funde, wie Hügelgräber und künstliche Erdhügel, belegen eine Besiedelung des Landstrichs auf dem Gemeindegebiet in der Frühgeschichte. Das befestigte Lager, genannt Gastelusare, befindet sich unweit der heutigen Kapelle Saint-Grégoire. Es stammt aus der Bronze- oder Eisenzeit und bestand aus einem ovalen Erdwall und einem massiven zweiten Wall.
Seit 1189 existierte eine Abtei mit der Kirche Saint-Michel, die vor 1270 unter die Ägide der Augustiner des Klosters von Roncesvalles in Spanien kam. Sie wurde eine Komturei und ein Hospital für Pilger auf dem Jakobsweg nach Santiago de Compostela, der im Mittelalter wie heute durch Ordiarp führt. Wegen der Kriege zwischen Spanien und Frankreich eröffnete sich für das Kloster von Roncesvalles Schwierigkeiten, die Einnahmen aus den französischen Besitztümern zu erhalten. 1603 wurde die Komturei von Arnaud de Maytie, Bischof von Oloron, beschlagnahmt, 1683 erneut vom Domherr Bonecac im Namen des Bischofs von Oloron. Da die spanische Seite ähnlich verfuhr, dauerte es bis 1712, als es zur Einigung zwischen den Königen von Frankreich und Spanien kam. Als Folge dessen wurde das Hospital der Komturei in Mauléon unterstellt.
Toponyme und Erwähnungen von Ordiarp waren:
- abbati et ecclesiæ sancti michælis de urdiarp (1189),
- Ordiharpe (1325),
- Urdiarb (1375, Verträge des Notars Luntz, Blatt 106),
- Hospitau de Urdiarp (1421, Urkunde des Domkapitels von Bayonne),
- Sent-Miqueu d’Urdiarp (gegen 1460, Verträge von Ohix, Notar von Soule, Blatt 74),
- Sent-Miguel de Urdiarbe (1479, Urkunde des Domkapitels von Bayonne),
- Urdiarp (1690) und
- Ordiarp (1750, 1793 und 1801, Karte von Cassini, Notice Communale bzw. Bulletin des Lois).[5][7][8][9]

Ahetzia war ein früheres, eigenständiges Lehen des Vicomtes von Soule. Seine Toponyme und Erwähnungen waren:
- Ahece (1083),
- Ahese und Aheze (1170),
- de Hetsa (1249),
- Ahetce (1302),
- Ahedce und Hetse (1375, Verträge von Luntz, Blatt 106 und 120),
- Ahetsa (1385, Manuskriptsammlung von André Duchesne, Band 114, Blatt 43),
- Hahetza de Peyriède (1479, Urkunde des Domkapitels von Bayonne),
- Abelse (1750, Karte von Cassini) und
- Ahetze (1863, Dictionnaire topographique Béarn-Pays basque).[5][7][8]

### Einwohnerentwicklung
Nach einem Höchststand von 1225 Einwohnern in der ersten Hälfte des 19. Jahrhunderts fiel die Einwohnerzahl bei kurzzeitigen Phasen der Erholung bis heute auf rund 530 zurück.
| Jahr      | 1962 | 1968 | 1975 | 1982 | 1990 | 1999 | 2006 | 2009 | 2022 |
| --------- | ---- | ---- | ---- | ---- | ---- | ---- | ---- | ---- | ---- |
| Einwohner | 642  | 643  | 671  | 584  | 555  | 544  | 554  | 537  | 552  |

## Sehenswürdigkeiten

### PfarrkircheSaint-Michelvon Ordiarp

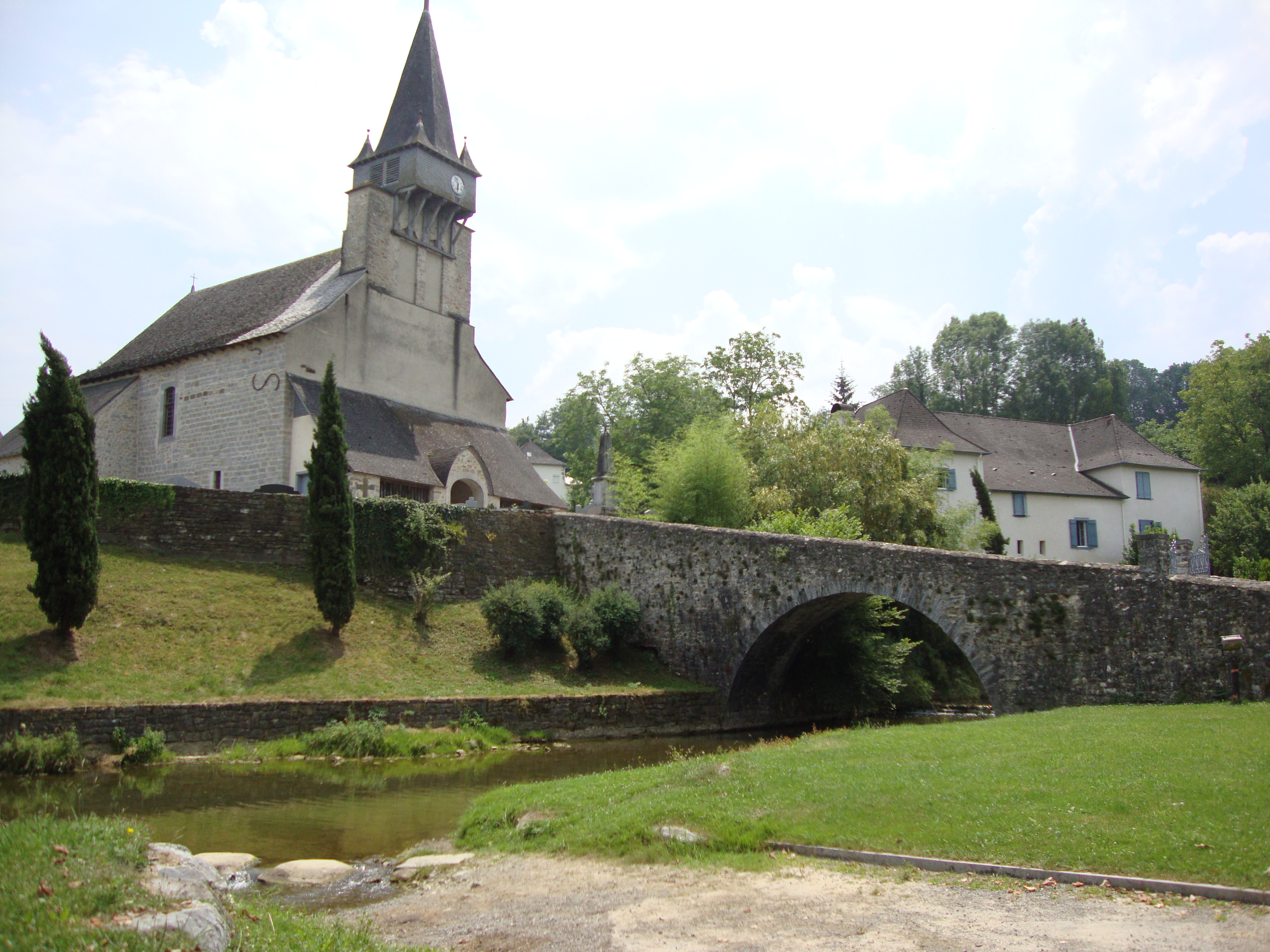
Pfarrkirche Saint-Michel mit einer Brücke über den Arangorena

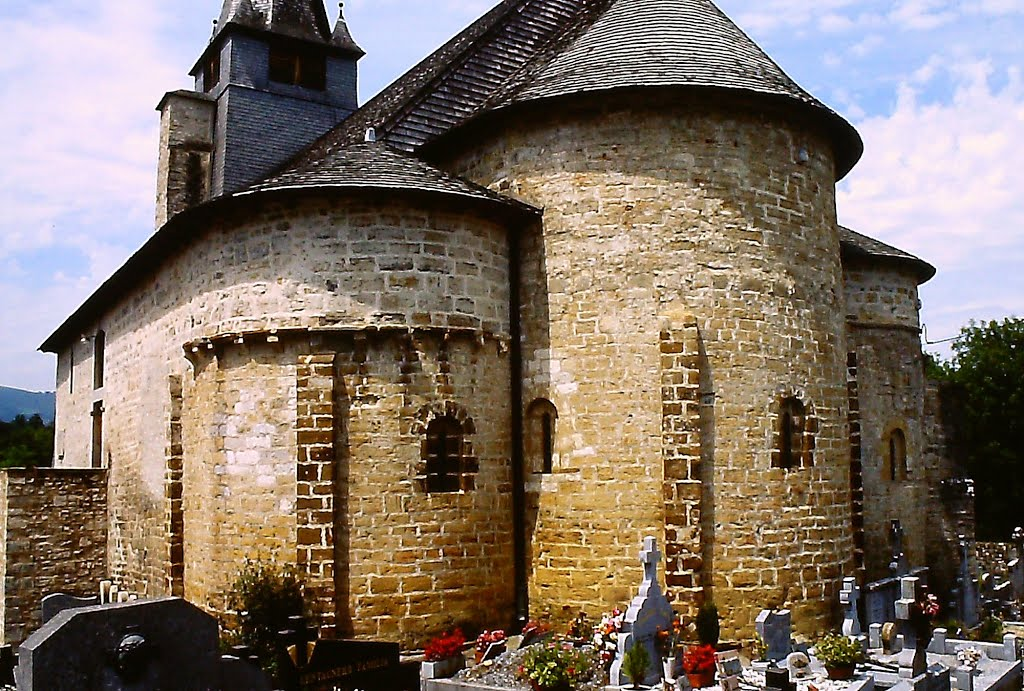
Pfarrkirche, Ansicht der Apsis mit Seitenkapellen

Die dem Erzengel Michael gewidmete Pfarrkirche wurde im frühen 12. Jahrhundert erbaut und ist 1189 erstmals in den Aufzeichnungen erwähnt worden. Der Chor und die beiden Apsiskalotten stammen aus jener Zeit ebenso wie das erste Joch. Das Gewölbe entstand vermutlich gegen Mitte des 12. Jahrhunderts. Die Fassade und die weiteren Jochen wurden durch modernes Mauerwerk ersetzt. Die romanische Kirche besaß ursprünglich drei Kirchenschiffe, von denen eines heute noch vorhanden ist. Die Apsis ist von zwei abgerundeten Seitenkapellen flankiert.
Viele Glockentürme der Soule haben die typische Form eines Clocher trinitaire, d. h. der Giebel besitzt drei Spitzdächer als Symbol für die Dreifaltigkeit. Die Architektur des Glockenturms der Pfarrkirche von Ordiarp scheint hingegen von der typischen Dachform der Wohnhäuser der Soule inspiriert zu sein. Sein Dach mit sechs Flächen ist mit schwarzem Schiefer gedeckt und hat eine starke Neigung, wie sie auch bei den Häusern der Region weit verbreitet ist. Sie ist den klimatischen Bedingungen der Region geschuldet und vermeidet, dass sich im Winter der Schnee von den nahen Pyrenäen auf dem Dach zu sehr anhäuft und es durch sein Gewicht beschädigt.
Während der Hugenottenkriege wurde die Kirche 1569 teilweise zerstört und ist im späten 19. Jahrhundert restauriert worden. Sie ist eines der seltenen Gotteshäuser, in dem jeden Sonntag die Messe in baskischer Sprache gefeiert wird. Die Gemeindemitglieder sitzen gemäß der baskischen Tradition in getrennten Bereichen, die Frauen unten im Kirchenschiff, die Männer auf der Empore im hinteren Teil des Langhauses. Mehrere Bankreihen erstrecken sich hier auf einer Ebene. Die Empore ist ganz aus Holz in einem sachlichen Stil gehalten, nur die einfachen Balustern sind verziert.
Im Chor befindet sich eine Statue des Erzengels Michael aus dem 17. Jahrhundert. Ein bemerkenswerter Seitenaltar ist jedoch Maria gewidmet. Er ist aus Marmor gearbeitet und mit Goldauflagen eingerahmt. In der Mitte seiner Vorderseite ist eine Waage eingraviert zum Zeichen des Rechts, das Maria den Menschen gebracht hat. Der Altaraufsatz ist mit zwei Herzen verziert als Bezug zum unbefleckten Herz Mariä. Ein großes lateinisches Kreuz überragt und beschützt das Gesamtwerk.
Die Pfarrkirche ist seit 1922 als Monument historique klassifiziert.

### KapelleSaint-Grégoire
Die Gregor von Tours geweihte Kapelle hat ein ausgesprochen sachliches Aussehen mit ihren weißen Wänden und dem Fehlen jeglicher Dekoration. Ihr schwarzes Schieferdach gibt ihr mehr den Charakter eines souletinischen Hauses denn eines Gotteshauses. Auch das Kircheninnere ist nüchtern gehalten und bildet einen Kontrast zu dem üppigen Dekor, der gewöhnlich in baskischen Kirchen anzutreffen ist.
Die hintere Wand des Chors wird dominiert von einem Gemälde, das den heiligen Gregor in Bischofskleidung zeigt mit seinem Umhang, der Mitra auf seinem Kopf und einem Bischofsstab in seiner Hand. Das Ölgemälde wird begleitet von vier Heiligenstatuen in Wandnischen. Die Decke des Chors ist vollständig mit Tafelwerk bekleidet, ohne Fresken oder Wandmalereien, wie sie oft in baskischen Kirchen anzutreffen sind.
Zu der Schlichtheit der Kapelle trägt auch der Tabernakel bei, der nicht wie im Allgemeinen in baskischen Kirchen reich mit Blattgold verziert ist. Er ist mit schwarzer Farbe bemalt und entbehrt jeder Skulptur oder Flachrelief. Die einzige Verzierung sind einige Motive, die in goldener Farbe aufgetragen sind, darunter ein großes Ziborium, sowie zwei Flügel an den Seiten.
Der sachliche Stil spiegelt sich auch am Weihwasserbecken der Kapelle wider. Er ist in die Wand des Langhauses eingelassen, seine kleine Schale ist an die Größe einer Hand angepasst. Über der Schale ist ein schlichtes lateinisches Kreuz eingraviert.

### Schloss Ahetzia
Das außerhalb des Zentrums der Gemeinde liegende Schloss von Ahetzia ist in der Mitte des 17. Jahrhunderts errichtet worden. Eine zylindrische Tourelle mit einem spitzen Kegeldach ist an das Gebäude gebaut. Die Westfassade besitzt zwei Pavillons, einer davon mit drei Stockwerken. Ansonsten besitzt das Haus zwei Stockwerke und ein Dachgeschoss. Die Fenster der beiden unteren Etagen haben Gesimse und abgerundete Fenstersprossen aus Holz. Das Dachgeschoss wird durch drei Lukarne mit Fensterkreuzen aus Stein und Dreiecksgiebeln beleuchtet. Der Sturz über dem Eingang enthält eine Inschrift in baskischer Sprache und zeigt als Wappen den Löwen der Soule und einen Baum des Lebens, Symbol des Wohlstands und der Fruchtbarkeit. Das Schloss und das zugehörige Landgut blieb im Besitz der Adelsfamilie von Ahetzia bis zum 19. Jahrhundert. Heute bewohnt die Familie Breuil das Anwesen.

### Zentrum des souletinischen Kulturerbes
Das Museum erlaubt dem Besucher, die baskische Kultur, Geschichte, Legenden und Kunst kennenzulernen. Die Ausstellung greift vier Themen auf: die baskische Kultur, das Kulturerbe, die Religion und die Jakobswege. Die Symbolik des Baskischen Kreuzes oder Lauburu und der scheibenförmige Grabstelen, Hilarri genannt, wird erläutert. Die Pastorale wird vorgestellt, eine Form des Theaters in baskischer Sprache mit Musik und Tanz, die von Darstellern aus der jeweiligen Gemeinde aufgeführt wird. Die baskische Mythologie wird lebendig, u. a. durch die Laminaks, wohltätige Wichtel, die unter der Erde in der Nähe von Quellen oder Bächen leben und nur nachts hervorkommen. Das Thema des Pilgerzugs und der romanischen Kirchen wird ebenfalls behandelt.

## Wirtschaft und Infrastruktur

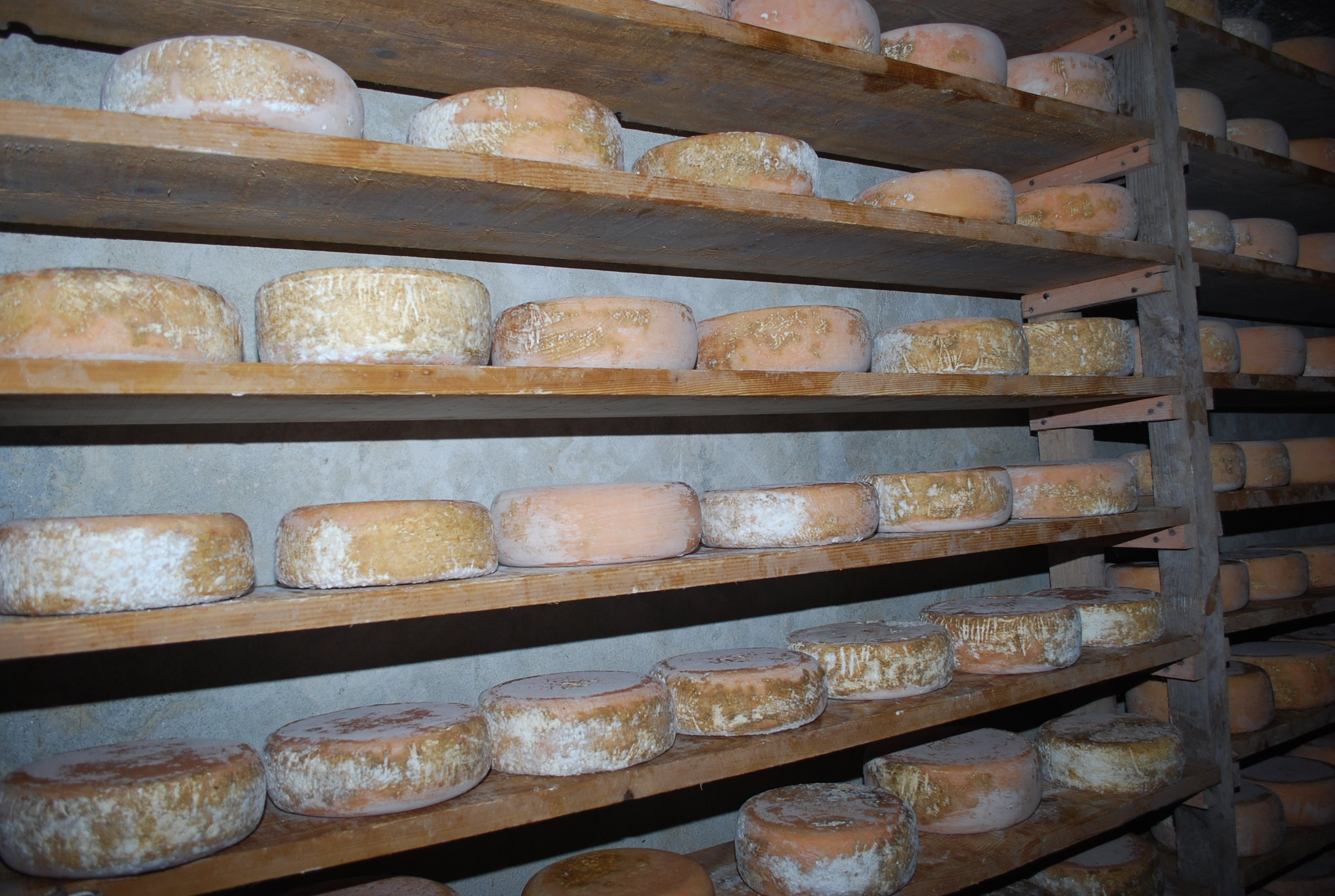
Ossau-Iraty

Die Landwirtschaft ist der wichtigste Wirtschaftsfaktor der Gemeinde.
Ordiarp liegt in den Zonen AOC des Ossau-Iraty, eines traditionell hergestellten Schnittkäses aus Schafmilch, sowie der Schweinerasse und des Schinkens „Kintoa“.
Die CDEO (Coopérative Centre Départemental de l’Elevage Ovin) ist eine Genossenschaft mit Sitz in Ordiarp, an der rund 1.500 Produzenten von Schafmilch im französischen Baskenland und im Béarn beteiligt sind. Sie engagiert sich in Schutz und Verbesserung und Aufzuchtmethoden der lokalen Schafrassen und der Bewahrung der Transhumanz und bildet somit auch die Basis für die AOC Ossau-Iraty.
Der Bauernhof Errecondo produziert Erzeugnisse aus Schafmilch, u. a. den Ossau-Iraty. Die Milch wird per Hand von eigenen Schafen der Rassen Manech tête noire und Manech tête rousse gemolken, die täglich auf der Weide stehen.
Der Bauernhof Apicole Beaudéant produziert Honig verschiedener Sorten und andere Bienenprodukte mit aus 500 Bienenstöcken. Die Bauernhöfe Arginsol und  Ahetzetxegohenea sind Erzeuger von Rind- und Kalbfleisch.

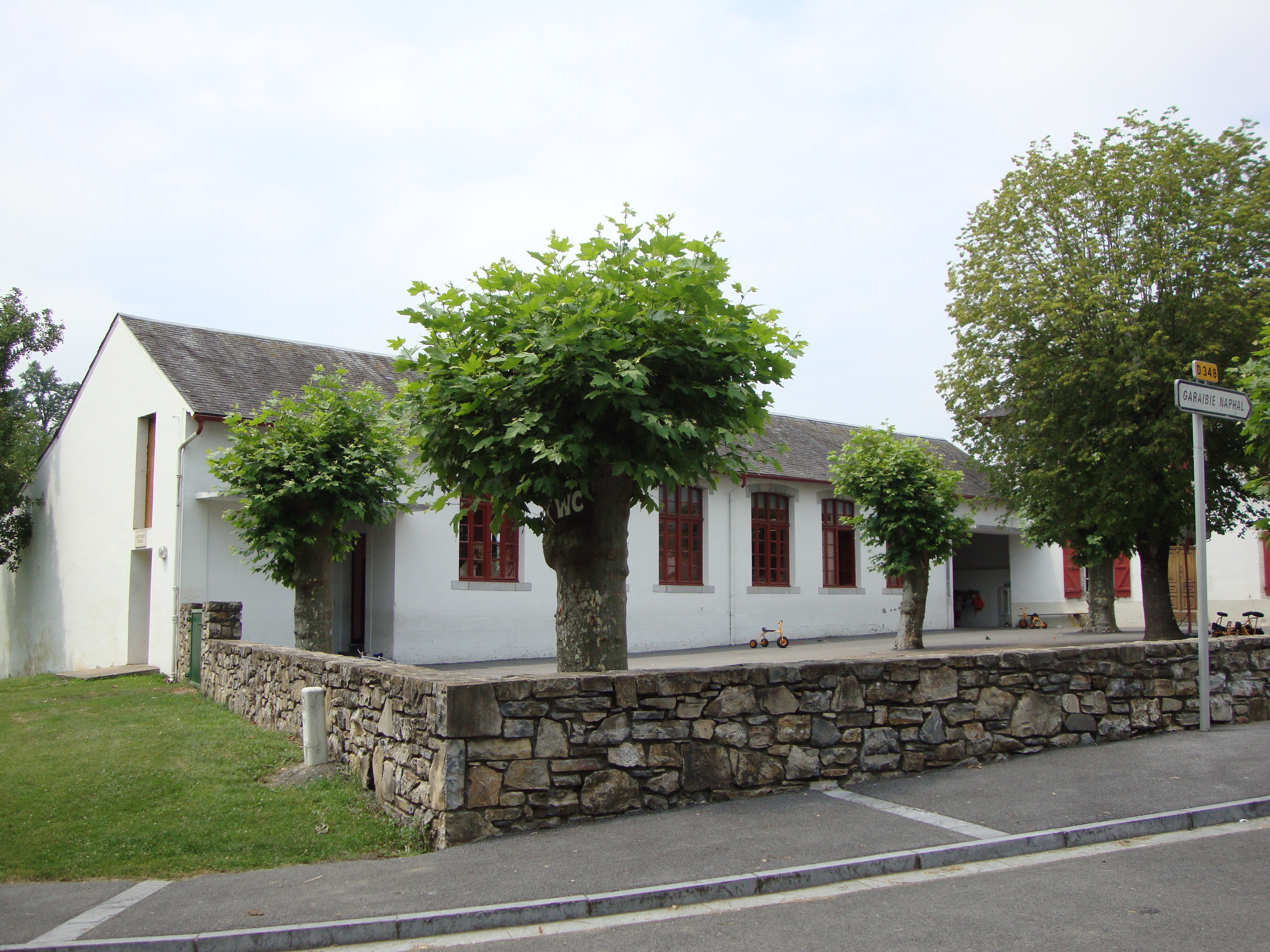
Schulgebäude

### Bildung
Die Gemeinde verfügt über eine öffentliche Vor- und Grundschule mit 30 Schülerinnen und Schülern im Schuljahr 2017/2018.

Logo des Jakobswegs

### Sport und Freizeit
- Der Fernwanderweg GR 78 von Carcassonne nach Saint-Jean-Pied-de-Port führt durch das Zentrum der Gemeinde. Er folgt einem Nebenweg des Jakobswegs nach Santiago de Compostela.[28]

- Ein Spaziergang durch die Gemeinde vermittelt ein 40-minütiger Rundweg, der am Frontón beginnt. Er hat eine Länge von 12 km mit einem Höhenunterschied von 50 m.[29]

- Ein leichter Rundweg von 9 km Länge mit einem Höhenunterschied von 300 m führt vom Zentrum der Gemeinde durch Weideland und Wäldern in das südliche Gemeindegebiet.[30]

- Ein als schwierig eingestufter Rundweg von 11,5 km Länge mit einem Höhenunterschied von 448 m führt vom Zentrum der Gemeinde zur Kapelle Saint-Grégoire.[31]

### Verkehr
Ordiarp ist erreichbar über die Routes départementales 348 und 918, der ehemaligen Route nationale 618.

## Persönlichkeiten
Bernard Goyheneche, genannt Matalas, geboren in Moncayolle, gestorben am 8. November 1661 in Mauléon-Licharre nach Vollstreckung der Verurteilung zur Todesstrafe durch Enthauptung. Er war Pfarrer von Moncayolle und setzte sich im Jahre 1661 an die Spitze des Matalas-Aufstands, einer Revolte von Souletiner Bauern gegen die Erhöhung der königlichen Abgaben. Einen Tag nach einer verlorenen Schlacht gegen königliche Truppen wurde er in Ordiarp festgenommen.